# Rudná (district de Prague-Ouest)
Pour les articles homonymes, voir Rudná.
Rudná, parfois appelée Rudná u Prahy (« Rudná près de Prague »), est une ville du district de Prague-Ouest, dans la région de Bohême-Centrale, en République tchèque. Sa population s'élevait à 5 395 habitants en 2024.

## Géographie
Rudná se trouve à 13,5 km au nord-est de Beroun et à 15 km à l'ouest-sud-ouest du centre de Prague.
La commune est limitée par Chýně au nord, par Chrášťany à l'est, par Jinočany et Nučice au sud, et par Chrustenice, Drahelčice et Úhonice à l'ouest.

## Histoire
La première mention écrite de la localité date de 1052.

## Transports
Par la route, Rudná se trouve à 18 km de Beroun et à 18,5 km du centre de Prague.